# Timebomb (U.D.O.)
| Recensione             | Giudizio |
| ---------------------- | -------- |
| AllMusic               |          |
| Encyclopaedia Metallum | 94/100   |
| Truemetal.it           | 85/100   |

Timebomb è il quarto album pubblicato dalla band heavy metal tedesca U.D.O..
Questo disco è l'ultimo prima che il cantante Udo Dirkschneider si riunisse insieme agli Accept pubblicando tre album e riformando così gli U.D.O. solo nel 1997 con l'album Solid.

## Tracce
1. The Gutter
2. Metal Eater
3. Thunderforce
4. Overloaded
5. Burning Heat
6. Back In Pain
7. Timebomb
8. Powersquad
9. Kick In The Face
10. Soldiers Of Darkness
11. Metal Maniac Master Mind

## Formazione
- Udo Dirkschneider: voce
- Mathias Dieth: chitarra
- Thomas Smuszynski: basso
- Stefan Schwarzmann: batteria